# Tespe
Tespe település Németországban, azon belül Alsó-Szászország tartományban. Lakosainak száma 4902 fő (2023. december 31.). Tespe Geesthacht és Marschacht községekkel határos.

## Népesség
A település népességének változása:
| Lakosok száma | 4436 | 4493 | 4573 | 4849 | 4848 | 4902 |
|               | 2016 | 2017 | 2019 | 2021 | 2022 | 2023 |